# Єва Туба
Єва Туба (серб. Ева Туба; нар. 26 лютого 1991, Мангеттен, Нью-Йорк, штат Нью-Йорк, США) — сербська борчиня вільного стилю, дзюдоїстка та греплерка. Триразова срібна призерка Середземноморських чемпіонатів з вільної боротьби.

## Життєпис
Боротьбою почала займатися з 2009 року.
Виступала за клуб боротьби в Белграді та клуб дзюдо «Младост Земун». Тренер з боротьби — Сретен Станков, тренер із дзюдо — Србіслав Пантич.

### Родина
Єва Туба — одна з чотирьох сестер, які всі займаються боротьбою. Три старші сестри Ана, Єва та Іра народились в США, де працював їхній батько, Мілан Туба, доктор інформатики та професор факультету математики Белградського університету. Наймолодша Уна народилась в Белграді. Сестри почали займатися боротьбою у безкоштовній школі боротьби в початковій школі Джури Стругара в Белградському районі Земун. До боротьби сестри пробували дзюдо, тхеквондо, айкідо, карате. Чотири доньки доктора Туби були членами національних збірних у двох видах спорту — боротьбі та дзюдо. Сестри разом мають понад 1500 нагород на різних спортивних змаганнях.
Всього в родині шестеро дітей — крім чотирьох сестер — ще два брати, що займаються оздоровчим спортом. Усі шестеро дітей пішли по стопах батька, професійно обравши математику.
Незвичайне прізвище родини походить від діда, етнічного угорця із села Врачев Гай, розташованого між Панчево та Вршацєм в автономному краї Воєводина.

## Спортивні результати на міжнародних змаганнях

### Виступи на Чемпіонатах світу
| Змагання                         | Збірна | Вагова категорія                                     | Місце |
| -------------------------------- | ------ | ---------------------------------------------------- | ----- |
| Чемпіонат світу з греплінгу 2011 | Сербія | греплінг ноу-гі, жінки, до 55 кг                     | 5     |
| Чемпіонат світу з греплінгу 2011 | Сербія | греплінг з кімоно, жінки, до 55 кг                   | 4     |
| Чемпіонат світу з греплінгу 2011 | Сербія | греплінг ноу-гі, жінки, абсолютна вагова категорія   | 11    |
| Чемпіонат світу з греплінгу 2011 | Сербія | греплінг з кімоно, жінки, абсолютна вагова категорія | 5     |

### Виступи на Чемпіонатах Європи
| Змагання                          | Збірна | Вагова категорія                 | Місце |
| --------------------------------- | ------ | -------------------------------- | ----- |
| Чемпіонат Європи з боротьби 2012  | Сербія | жіноча боротьба, до 51 кг        | 16    |
| Чемпіонат Європи з греплінгу 2013 | Сербія | греплінг ноу-гі, жінки, до 53 кг | 9     |

### Виступи на Середземноморських чемпіонатах
| Змагання                                     | Збірна | Вагова категорія          | Місце  |
| -------------------------------------------- | ------ | ------------------------- | ------ |
| Середземноморський чемпіонат з боротьби 2011 | Сербія | жіноча боротьба, до 51 кг | Срібло |
| Середземноморський чемпіонат з боротьби 2012 | Сербія | жіноча боротьба, до 51 кг | Срібло |
| Середземноморський чемпіонат з боротьби 2014 | Сербія | жіноча боротьба, до 48 кг | Срібло |

### Виступи на змаганнях молодших вікових груп
| Змагання                                       | Збірна | Вагова категорія          | Місце |
| ---------------------------------------------- | ------ | ------------------------- | ----- |
| Чемпіонат Європи з боротьби серед юніорів 2011 | Сербія | жіноча боротьба, до 48 кг | 18    |
| Чемпіонат світу з боротьби серед юніорів 2011  | Сербія | жіноча боротьба, до 51 кг | 21    |